# NGC 2883
NGC 2883 is een onregelmatig sterrenstelsel in het sterrenbeeld Kompas. Het hemelobject werd op 7 april 1837 ontdekt door de Britse astronoom John Herschel.

## Synoniemen
- ESO 372-24
- MCG -6-21-5
- VV 768
- AM 0923-335
- IRAS 09232-3353
- PGC 26713